# شین فرگوسن
شین فرگوسن (انگلیسی: Shane Ferguson؛ زادهٔ ۱۲ ژوئیهٔ ۱۹۹۱) بازیکن فوتبال اهل ایرلند شمالی است.
از باشگاه‌هایی که در آن بازی کرده‌است می‌توان به باشگاه فوتبال دری سیتی، باشگاه فوتبال نیوکاسل یونایتد، باشگاه فوتبال بیرمنگام سیتی، باشگاه فوتبال رنجرز، و باشگاه فوتبال میلوال اشاره کرد.
وی همچنین در تیم‌های ملی فوتبال زیر ۲۱ سال ایرلند شمالی و ایرلند شمالی بازی کرده‌است.